# Hennes Schmitz
Hennes Schmitz (* 20. Januar 1907; † 7. Januar 1993) war ein deutscher Fußballspieler, der mit dem Meidericher SV in der Endrunde um die deutsche Meisterschaft 1929 stand.

## Laufbahn im Fußball
Wahrscheinlich im Sommer 1927 rückte der Mittelfeldspieler in die erste Mannschaft des Meidericher SV auf. Gemeinsam mit seinen Kollegen kämpfte er in der Bezirksklasse Niederrhein um den Titel, welcher schon in den Vorjahren häufig knapp verpasst wurde. Auch 1928 belegten sie nur den zweiten Rang, doch am Ende der Spielzeit 1928/29 gelang zum ersten Mal in der Vereinsgeschichte der Gewinn der Niederrheinmeisterschaft. Diese berechtigte zur Teilnahme an der westdeutschen Meisterschaft, in welcher Meiderich nach einer Niederlage im letztlich notwendigen Entscheidungsspiel gegen den FC Schalke 04 den zweiten Platz belegte. Dank dieser Platzierung konnte die Elf in die deutsche Meisterschaftsendrunde von 1929 einziehen. Am 16. Juni dieses Jahres wurde im Duisburger Wedaustadion das Achtelfinale gegen den amtierenden Landesmeister Hamburger SV unter Mitwirkung von Schmitz mit 2:3 verloren.
Am Niederrhein ging es im anschließend um die Titelverteidigung, doch der Homberger SV konnte sich 1930 durchsetzen. Ein Jahr darauf gelang dagegen der erneute Titelgewinn. Schmitz war an diesem Erfolg aktiv beteiligt, wurde allerdings nicht eingesetzt, als Meiderich nach geglückter Qualifikation um die deutsche Meisterschaft 1931 mitspielte und dort gegen den TSV 1860 München ausschied. Ob und für welchen Zeitraum er der Mannschaft über 1931 hinaus noch angehörte, ist nicht bekannt. Sicher ist hingegen, dass er noch jahrelang für den MSV zum Einsatz kam, als er gemeinsam mit seinen früheren Mannschaftskollegen Eberhard Graffmann und Willi Lange in dessen Altherrenmannschaft spielte. Der frühere Spieler starb 1993 im Alter von 85 Jahren.